# 如來神掌 (漫畫)

《如來神掌》創刊號封面

《如來神掌》是1980年代香港著名的長篇古裝武俠漫畫，挂名作者黃玉郎，創刊至小魔星，花無恨段落前真正主編為祁文傑與牛佬，主筆為牛佬，後期多次更換主編與主筆。1982年2月16日創刊，最後一期為1996年7月10日第720期。當年與《龍虎門》、《醉拳》、以及《中華英雄》並稱為玉郎集團的「四大名著」。
其他有出現「如來神掌」的香港漫畫有《風雲》、《天子傳奇》、《黑豹列傳》

## 起源
黃玉郎挂名主編（實際上前期為牛佬與祁文傑，後期換過多人）的如來神掌漫畫是由香港《如來神掌》系列武俠電影所改編（而電影本身則由上官虹在明報連載的小說千佛手與台灣小說家柳殘陽的作品天佛掌改編而來）。
過去由於著作權不受重視，早期的《如來神掌》在故事中改編了許多武俠名家的作品。例如：柳殘陽的天佛掌系列（共有八冊，後來改名為《邪神門徒》、《如來八法》、《邪神 外傳》、《邪神外傳續集》），金庸的《倚天屠龍記》，以及古龍的《絕代雙驕》等等。多半是將劇中主角改名，保留同樣的劇情發展，直到主角過世，劇情進展到下一代之間的過渡劇情才是自行創作。

## 劇情大綱
《如來神掌》當年的宣傳賣點是主角會換人，一代一代傳承下去，而不是萬年主角。從龍天、龍仁、龍劍飛到第四代的龍九州都是如此。後來因為主角培養不易，讀者對新一代的傳人接受度不高，所以就放棄了這個「傳統」，龍九州不但沒被編劇組「處死」，還「死而復生」，直到完結篇。
在黃玉郎另一部作品醉拳 (漫畫)第1044期「如來神掌篇」，交代了龍九州的去向：龍九州與郭追風一戰使出如來神掌第10式打開異度空間，穿越時空來到醉拳 (漫畫)的時代，更出現了失落八式神掌的後遺症。龍九州與王靈（醉拳 (漫畫)主角）英雄相惜發生不少故事，並想找回失落的神掌回到屬於自己的時代，然而醉拳 (漫畫)至1099期完結，龍九州始終再沒回去了。

## 花絮
80年代的黃玉郎作品都有不掛名的幕後主筆，當時是由牛佬負責《如來神掌》的起稿，約做了六年（出自《神掌龍劍飛》創刊詞）後，換成謝志榮上陣編寫小魔星及花無恨等新世代江湖的劇情（即改編《絕代雙驕》的部份）。
在黃玉郎因為作假帳入獄之後，《如來神掌》又歷經好幾位主編，有李高、廖福成、張萬有、梁偉家、以及關榮遇等等，最後一共出版了720期。
黃玉郎出獄後重操舊業，成立了玉皇朝，在所出的作品中仍沒忘記這個威力強大的武功。如來神掌先後在《天子傳奇4大唐威龍》以及《天子傳奇5如來神掌》中主角都會施展它，其中以天子5主角龍戈兒為主要傳人，至於龍是否歷代龍姓主角的先祖，則沒有提及。
在《新著龍虎門》中則是怕設定失衡，所以將如來神掌威力降級，部分練功法門失傳，並改名成「天佛掌」。
2001年《如來神掌》前主編李高發行原創作品《如來魔掌》，故事描述主角黃丹遭受父兄陷害，以殺意推動如來神掌爭取清白與生存，過程中在在都諷刺著名門正道行事的虛偽，全12期完結。而當中的武林前輩「龍尊」，形象來自於龍九州。
《新著龍虎門》的熱銷，加上《天子傳奇》重現如來神掌，令這套武功再次受讀者歡迎，2002年牛佬夥拍日系畫風的梁偉傑一起撰寫《新著如來神掌》，故事背景改在清代太平天國時期，主角仍叫龍九州但只是同名同姓而已，8期完結。
2008年7月，黃玉郎與牛佬聯合出版《神掌龍劍飛》，出版了共72期。
2011年8月，牛佬得到文化傳信授權，延續《神掌龍劍飛》的世界觀，出版《神掌龍九州》週刊漫畫，最後兩期因漫畫助理不足改為雙週刊，共10期。而本來要將龍九州重新詮釋成為一代大俠的過程，到最後連一式神掌都沒學到，堪稱《如來神掌》相關作品中最苦情的主角。

## 新著如來神掌
新著如來神掌，牛佬與梁偉傑聯合編繪，由牛佬創立的和平出版有限公司於2003年出版的香港漫畫 。改編自黃玉郎的如來神掌香港漫畫。

### 漫畫內容
是描述太平天國將領對抗滿清朝廷的故事，以及龍九州如何報全村被殺害的深仇大恨。

### 角色介紹
- 龍九州：如來神掌傳人，本書主要角色之一。
- 小慈：十六歲，鍾情龍九州。會使出一套瀟灑飄逸的小雨流星劍。

### 太平天國將領介紹
- 洪秀全：封號『天王』。太平天國的首領。
- 楊秀清：封號『東王』。
- 蕭朝貴：封號『西王』。
- 馮雲山：封號『南王』，太平天國將領。也是攻打永安城援軍的軍師。
- 韋昌輝：封號『北王』。
- 石達開：封號『翼王』，太平天國將領。也是攻打永安城援軍的主將。公元1851年9月25日，黃昏，太平軍在援軍主將石達開的率領下攻陷永安城。本書主要角色之一。
- 洪宣嬌：

### 清朝
- 咸豐帝：大清皇朝皇帝，名奕誇，愛新覺羅氏，道光帝的第四個兒子。居住在北京紫禁城。
- 肅順：御前大臣，滿州人。為人有膽識，治事有魄力。

### 配角介紹
- 李開芳：太平軍前鋒。
- 林鳳祥：太平軍前鋒。
- 吳江：清朝永安城守城主將。被太平天國翼王石達開用如來神掌第三式 ——佛影縱橫所殺死。

### 武功絕學
- 龍九州：如來神掌。
- 小慈：小雨流星劍。
- 石達開：如來神掌 、百影飛昇步( 幻術 )( 移步動法 )。
- 洪秀全：

### 組織介紹
- 太平天國：一共分為六王——天王、東王 、西王 、南王 、北王 、翼王率領十萬民眾於廣西金田起義，共同對抗滿清。太平天國起義至今，戰無不勝，聲勢日益壯大！太平天國矢志沿北打上，直取京師。

## 改編/延伸作品
如來神掌 (2002年電視劇)

## 冷知識
- 如來神掌武功一共有十一式：
  - 第一式：佛光初現
  - 第二式：金頂佛燈
  - 第三式：佛動山河
  - 第四式：佛問迦藍
  - 第五式：迎佛西天
  - 第六式：佛光普照
  - 第七式：天佛降世
  - 第八式：萬佛朝宗
  - 第九式：佛法無邊（張三丰死前留下招意，龍劍飛臨死前想通招意而創出此招）
  - 第十式：九九歸元，佛祖降生，上天下地，唯我獨尊（後來都只簡稱為「上天下地，唯我獨尊」）
  - 第十一式：普渡眾生，立地成佛

- 在《天子傳奇4大唐威龍》一書中的如來神掌據說有十式，但只有出現前四式，其招式心法由梵文所寫成，刻於法器之中，法器分別為心光法令(佛光初現)、萬華如意(金頂佛燈)、禪震法杖(佛動山河)、梵音陀鈴(佛問迦藍)，其中第一、三式由摩訶葉所有，第二、四式則由李世民所習得；在李世民入魔之後，摩訶葉為了將其導回正途，與李世民決戰，並設計讓四個法器互擊成碎片後，再讓李世民吸入體內，當李世民每打出一式神掌後，法器內的佛祖之力便可淨化李世民體內四分之一的魔氣，最後就在李世民打出四式神掌後，體內魔氣便已完全被淨化。
- 在《天子傳奇5如來神掌》一書中的如來神掌只有九式，而且八、九式的名稱互換，即第八式為佛法無邊、第九式為萬佛朝宗。每式神掌一出，皆有佛兵刀劍的氣勁形相飛出，但被讀者評論為「飛彈」。
- 另外在《神兵玄奇F》一書中，南宮問天從李世民處習得四式的如來神掌(天子傳奇4的版本)，對戰龍戈兒的如來神掌(天子傳奇5的版本)，最後龍戈兒的九式如來神掌不敵南宮問天的如來神掌，可推測天子傳奇4與天子傳奇5的如來神掌並非是相同的一套掌法。
- 《皇朝君臨》一書說明了龍戈兒所習得之佛兵神掌由來：玄奘自西域歸來找到假託佛祖傳說鑄造並蘊含招式掌意的佛兵，李世民有感未來將仍依靠神掌除魔衛道，但又考量到元祖神掌威力過強若有奸邪學會將會禍世，便修復佛兵同時將掌意威力削弱，傳於治世有餘，橫行亂世亦不至於無人能制。
- 《天下畫集》（風雲）第一部釋武尊之如來神掌版本，共九式：

第一式：佛光初現　第二式：佛抱懷容　第三式：迎佛西天　第四式：佛光普照　第五式：佛法無邊　第六式：天佛降世　第七式：佛動山河　第八式：萬佛朝宗　第九式：捨身成佛
- 《神掌龍劍飛》如來神掌，共九式：

第一式：佛光初現　第二式：峨嵋佛燈　第三式：佛問迦藍　第四式：佛我同在　第五式：佛法雙恩　第六式：西天迎佛　第七式：佛光普照　第八式：佛法無邊　第九式：萬佛朝宗 
- 《黑豹列傳》如來神掌，神掌佛法無邊還有自己的意識，甚為不可思議，共八式：

第一式：佛光初現　第二式：文殊問疾　第三式：開示於天　第四式：普渡眾生　第五式：因果相續　第六式：緣起緣滅　第七式：十二因緣　第八式：佛法無邊
- 由於萬佛朝宗在氣勢上較佛法無邊威猛，在影劇中的表現也相當驚人，因此成為香港影劇中的武功代名詞。